# Иван Юруков (Тресонче)
Вижте пояснителната страница за други личности с името Иван Юруков.
Иван (Йован) Н. Юруков или Юруковски е български революционер, деец на Вътрешната македоно-одринска революционна организация.

## Биография
Юруков е роден в 1872 година в Тресанче, Османската империя, днес Северна Македония. Получава основно образование и работи като зидар в Сливен. Влиза във Българската работническа социалдемократическа партия (обединена), привлечен от сливенския секретар на партията Михаил Кантарджиев. Участва и в дейнстта на македонската революционна емиграция. Учителят в Сливенската гимназия Петър Васков и Пейо Яворов го препоръчват на Гоце Делчев, който през май 1901 година се среща с Юруков в хотел „Батенберг“ в София. Юруков е изпратен от Делчев да оглави Галичкия революционен район, като негови помощници са Мино Брадински и Динго П. Цветков, а по-късно и Гаврил Дингов и куриер Иван Кр. Терзиев.
Юруков пристига в Битоля, където ръководителите на окръга му предават устав, квитанции, печат. Среща се с войводата Янаки Янев в Тресанче и започва организиране на района. Първи е организирано Тресанче после Гари, Лазарополе, Осой, Росоки, Галичник, Селце и манастирът „Свети Йоан Бигорски“ с Битуша. В 1902 година в района пристига върховисткият войвода Максим Ненов, братовчед на Юруков, с 9 четници да овладее района в полза на Върховния комитет. Юруков го привлича да остане като подвойвода на Янев. В началото на 1903 година Юруков работи за подготовката на въстание. На 19 юли заедно с куриера Йован Терзиев Върлески и Йован Гиновски от Галичник със 7 четници присига в Душегубица, където е Горското началство и Централния комитет. Там е инструктиран от Лука Джеров Галичка околия да не въстава на определения за въстанието ден 20 юли, а да помага материално. Юруковски организира чета за връзка с Началството в Душегубица и изпраща 12 топа, изработени в Бигорския манастир, както и четите от Галичкия район - на Янаки Янев, Кръстьо Алексов, Тале Церча, Ташко Сушички, Йован Пендор, Йован Гиновски и на Павле Караасан.
След потушаването на въстанието, остава сред населението, за да поддържа духа и да постави основите на реорганизирането. На 28 септември 1904 година в Тресанче при Юруков пристигат Даме Груев с войводите Христо Узунов, Арсо Мицков, Деян Димитров и Янаки Янев и участват в двудневна конференция за преорганизиране на Галичкия район. На 29 септември се местят в Селце, Юруков изпраща писма на Груев до Кичево и Дебър по куриер, който обаче е заловен и казва, че Груев е в Тресанче. На 30 септември вместо Йован Юруков е арестуван районният куриер, който също се казва Йован Терзиев, и който след изтезания казва, че Груев е в Селце. При пристигането на аскера до Селце обаче Терзиев изкрещява предупредително, заради което е ослепен с ножове и после заклан. След сражение нелегалните дейци успяват всички да се оттеглят.
Юруков работи нелегално до Младотурската революция в 1908 година.
След Младотурската революция става член на Съюза на българските конституционни клубове и оглавява клуба в Тресанче. Председател на Клуба на българските учители. По-късно той твърди, че е бил член на Народната федеративна партия (българска секция). В 1910 година по време на обезоръжителната акция на младотурците е изтезаван от властите. Става нелегален и в 1911 година е принуден да бяга в България.
При избухването на Балканската война на 1 октомври 1912 година постъпва като доброволец в Македоно-одринското опълчение на Българската армия и служи в Първа и в Нестроевата рота на Първа дебърска дружина. С Опълчението изкарва и Балканската и Междусъюзническата война и е уволнен на 10 август 1913 г. По време на Първата световна война, когато родният му край е освободен от българската армия, Иван Юруков, е секретар на Галичнишката околия, оглавена от Апостол Фръчковски.